# Баладна опера

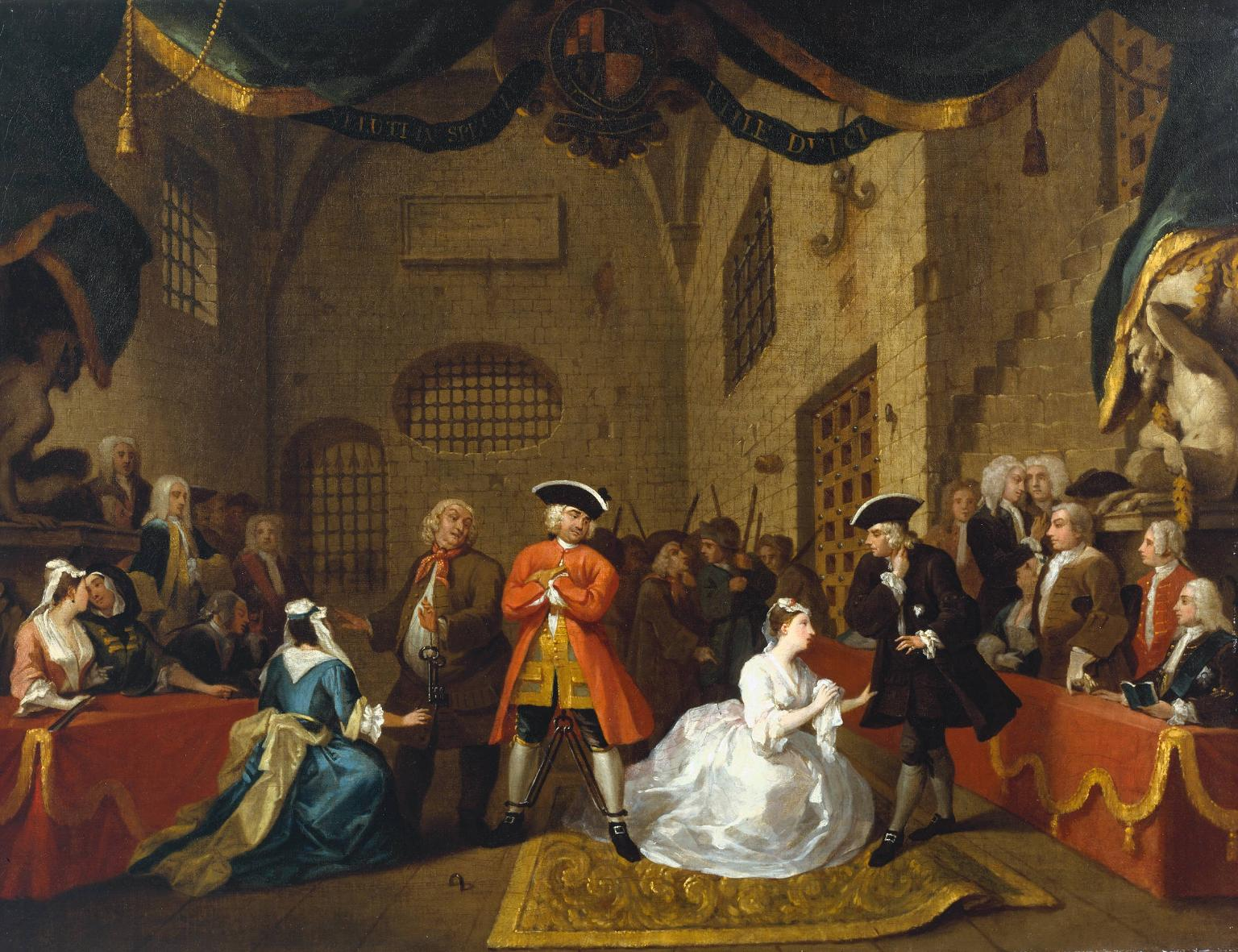
Картина Вільяма Гоґарта зі сценою з Опери жебраків

Баладна опера — англійський різновид комічної опери, де основними номерами були англійські, ірландські та шотландські народні балади. Класичним зразком баладної опери є «Опера жебраків» Джона Гея та Джона Пепуша (1728), яка містила пародії на окремі номери італійських опер Георга Фрідріха Генделя. Зараз ця опера входить до репертуару ряду театрів в редакції Бенджаміна Бріттена. Баладна опера справила певний вплив на німецький зінгшпіль.  Гостросатерична модернізована інтерпретація «Опери жебраків» належить композитору Курту Вайлю і поету Бертольду Брехту («Тригрошова опера», поставлена в 1928). 